# Anthony Bourdain: No Reservations
Anthony Bourdain: No Reservations  este o emisiune americană neobișnuită despre mâncare și călătorii de pe Travel Channel în SUA, iar internațional pe Discovery Travel & Living. În România este transmis pe Discovery Travel & Living Europa. Gazda Anthony Bourdain călătorește în jurul lumii încercând bucătăria tradițională.
Episodul special Anthony Bourdain in Beirut care a fost difuzat între Sezonul 2 și 3 a fost nominalizat la Emmy Award în 2007.  

## Episoade

### Sezonul 1
| Num.ep                                | În total | Titlu                                    | Data difuzării    |
| ------------------------------------- | -------- | ---------------------------------------- | ----------------- |
| 1-01                                  | 1        | „France: Why the French Don't Suck”      | 25 iulie 2005     |
| Paris, Franța                         |          |                                          |                   |
| 1-02                                  | 2        | „Iceland: Hello Darkness My Old Friend”  | 1 august 2005     |
| Reykjavík, Islanda                    |          |                                          |                   |
| 1-03                                  | 3        | „New Jersey”                             | 8 august 2005     |
| New Jersey, SUA                       |          |                                          |                   |
| 1-04                                  | 4        | „Vietnam: The Island of Mr. Sang”        | 15 august 2005    |
| Hanoi, Mai Chau și Tu?n Châu, Vietnam |          |                                          |                   |
| 1-05                                  | 5        | „Malaysia: Into the Jungle”              | 22 august 2005    |
| Kuala Lumpur, Malaysia                |          |                                          |                   |
| 1-06                                  | 6        | „Sicily”                                 | 10 octombrie 2005 |
| Sicilia, Italia                       |          |                                          |                   |
| 1-07                                  | 7        | „Las Vegas”                              | 17 octombrie 2005 |
| Las Vegas, Nevada, SUA                |          |                                          |                   |
| 1-08                                  | 8        | „Uzbekistan”                             | 24 octombrie 2005 |
| Tashkent la Samarkand, Uzbekistan     |          |                                          |                   |
| 1-09                                  | 9        | „New Zealand: Down Under the Down Under” | 7 noiembrie 2005  |
| Noua Zeelandă                         |          |                                          |                   |

### Sezonul 2
Three special episodes were aired in 2006, one before the season, and two after.

{{Episode list
 
| Num. ep. | În total          | Titlu                         | Data difuzării             | |
| --- | ----------------- | ----------------------------- | -------------------------- | --------------------------------------------------------------------------------------------------- |
| Special | 10                | „Leftovers”                   | 27 martie 2006             | |
| 2-01 | 11                | „Asia Special: China & Japan” | 27 martie 2006             | |
| China și Japonia                                                                                                  |                   |                               |                            | |
| 2-02 | 12                | „South Florida”               | 3 aprilie 2006             | |
| Miami, Florida, SUA                                                                                               |                   |                               |                            | |
| 2-03 | 13                | „Peru”                        | 10 aprilie 2006            | |
| Lima, Cusco, Tambopata și Machu Picchu, Peru                                                                      |                   |                               |                            | |
| 2-04 | 14                | „Canada”                      | 17 aprilie 2006            | |
| Québec, Canada |                   |                               |                            | |
| 2-05 | 15                | „Sweden”                      | 24 aprilie 2006            | |
| Stockholm, Suedia                                                                                                 |                   |                               |                            | |
| 2-06 | 16                | „Puerto Rico”                 | 1 mai 2006                 | |
| Puerto Rico |                   |                               |                            | |
| EpisodeNumber=2-07                                                                                                | EpisodeNumber2=17 | Title=Japan                   | OriginalAirDate=8 mai 2006 | ShortSummary=Osaka, [[Japonia] [Notă: Acest episod este o parte a "Asia Special: China & Japan"] }} |
| 2-08 | 18                | „US/Mexico Border”            | 22 mai 2006                | |
| Piedras Negras, Mexic; Texas                                                                                      |                   |                               |                            | |
| 2-09 | 19                | „India (Rajasthan)”           | 29 mai 2006                | |
| Rajasthan, India                                                                                                  |                   |                               |                            | |
| 2-10 | 20                | „India (Kolkata/Bombay)”      | 5 iunie 2006               | |
| Kolkata și Bombay, India                                                                                          |                   |                               |                            | |
| 2-11 | 21                | „Korea”                       | 12 iunie 2006              | |
| Seoul, Korea |                   |                               |                            | |
| 2-12 | 22                | „Indonesia”                   | 19 iunie 2006              | |
| Bali și Jakarta, Indonezia                                                                                        |                   |                               |                            | |
| Special | 23                | „Decoding Ferran Adria”       | 03 iulie 2006              | |
| Bourdain călătorește în Spania și vizitează laboratorul renumitului Ferran Adria, cunoscutul bucătar al el Bulli. |                   |                               |                            | |
| Special | 24                | „Anthony Bourdain in Beirut”  | 21 august 2006             | |
| În acest episod el se duce pentru o săptămână în Beirut, Liban.                                                   |                   |                               |                            | |

### Sezonul 3
Sezonul 3 a fost transmis în două părți: șase în iarna lui 2007, iar nouă în vara, toamna lui 2007.  Two special episodes were also aired in 2007, book-ending the regular episodes.
| Num. ep. | În total | Title               | Data difuzării     |
| --- | -------- | ------------------- | ------------------ |
| Special | 25       | „Leftovers 2”       | 1 ianuarie 2007    |
| 3-01 | 26       | „Ireland”           | 1 ianuarie 2007    |
| Dublin, Irlanda |          |                     |                    |
| 3-02 | 27       | „Ghana”             | 8 ianuarie 2007    |
| Ghana |          |                     |                    |
| 3-03 | 28       | „Pacific Northwest” | 15 ianuarie 2007   |
| Portland, Oregon, Seattle                                                                                           |          |                     |                    |
| 3-04 | 29       | „Namibia”           | 22 ianuarie 2007   |
| Namibia |          |                     |                    |
| 3-05 | 30       | „Russia”            | 29 ianuarie 2007   |
| Moscova, Rusia |          |                     |                    |
| 3-06 | 31       | „Los Angeles”       | 5 februarie 2007   |
| Los Angeles |          |                     |                    |
| 3-07 | 32       | „Shanghai”          | 30 iulie 2007      |
| Shanghai ls Shangri-La, China                                                                                       |          |                     |                    |
| 3-08 | 33       | „New York City”     | 6 august 2007      |
| New York City |          |                     |                    |
| 3-09 | 34       | „Brazil”            | 13 august 2007     |
| Sao Paulo, Brazilia                                                                                                 |          |                     |                    |
| 3-10 | 35       | „French Polynesia”  | 20 august 2007     |
| Tahiti |          |                     |                    |
| 3-11 | 36       | „Cleveland”         | 27 august 2007     |
| Cleveland, Ohio |          |                     |                    |
| 3-12 | 37       | „Hong Kong”         | 3 septembrie 2007  |
| Hong Kong |          |                     |                    |
| 3-13 | 38       | „Argentina”         | 10 septembrie 2007 |
| Patagonia, Argentina                                                                                                |          |                     |                    |
| 3-14 | 39       | „South Carolina”    | 17 septembrie 2007 |
| Carolina de Sud |          |                     |                    |
| 3-15 | 40       | „Tuscany”           | 24 septembrie 2007 |
| Toscania, Italia |          |                     |                    |
| Special | 41       | „Holiday Special”   | 10 decembrie 2007  |
| Bourdain îl vizitează pe fratele său în Connecticut pentru sărbători, cu invitatul special Queens of the Stone Age. |          |                     |                    |

### Sezonul 4
| Num. ep. | În total | Title                                | Data difuzării    |
| --- | -------- | ------------------------------------ | ----------------- |
| 4-01 | 42       | „Singapore”                          | 7 ianuarie 2008   |
| Singapore, despre o specialitate locală găină cu orez. |          |                                      |                   |
| 4-02 | 43       | „Berlin”                             | 14 ianuarie 2008  |
| Berlin, Germania |          |                                      |                   |
| 4-03 | 44       | „Vancouver, BC”                      | 21 ianuarie 2008  |
| Vancouver, Canada |          |                                      |                   |
| 4-04 | 45       | „Greek Islands”                      | 28 ianuarie 2008  |
| Creta la Zakynthos, Grecia |          |                                      |                   |
| 4-05 | 46       | „New Orleans”                        | 4 februarie 2008  |
| New Orleans, Louisiana |          |                                      |                   |
| 4-06 | 47       | „London/Edinburgh”                   | 11 februarie 2008 |
| London și Edinburgh, Regatul Unit |          |                                      |                   |
| 4-07 | 48       | „Jamaica”                            | 18 februarie 2008 |
| Jamaica |          |                                      |                   |
| 4-08 | 49       | „Romania”                            | 25 februarie 2008 |
| Transilvania și București, România |          |                                      |                   |
| 4-09 | 50       | „Hawaii”                             | 3 martie 2008     |
| Hawaii |          |                                      |                   |
| 4-10 | 51       | „Into the Fire NY”                   | 10 martie 2008    |
| Brasserie Les Halles, New York City |          |                                      |                   |
| 4-11 | 52       | „Laos”                               | 7 iulie 2008      |
| Vientiane, Laos |          |                                      |                   |
| 4-12 | 53       | „Colombia”                           | 14 iulie 2008     |
| Medellín și Cartagena, Columbia |          |                                      |                   |
| 4-13 | 54       | „Saudi Arabia”                       | 21 iulie 2008     |
| La invitația lui Danya Alhamrani, Bourdain și echipa lui vizitează orașul ei natal Jeddah, Arabia Saudită.                                                  |          |                                      |                   |
| 4-14 | 55       | „Uruguay”                            | 28 iulie 2008     |
| Uruguay |          |                                      |                   |
| 4-15 | 56       | „U.S. Southwest”                     | 4 august 2008     |
| California, Arizona, New Mexico și Texas |          |                                      |                   |
| 4-16 | 57       | „Tokyo”                              | 11 august 2008    |
| Tokyo, Japonia |          |                                      |                   |
| 4-17 | 58       | „Spain”                              | 18 august 2008    |
| Spania |          |                                      |                   |
| 4-18 | 59       | „Egypt”                              | 25 august 2008    |
| Egipt |          |                                      |                   |
| 4-19 | 60       | „So Long, Summer”                    | 1 septembrie 2008 |
| Mai multe clipuri și poze |          |                                      |                   |
| Special | 61       | „At the Table with Anthony Bourdain” | 20 octombrie 2008 |
| Bourdain cu invitații săi Amy Sacco, Bill Buford, Ted Allen și Chris Wilson cinează la restaurantul din NYC WD-50 și discută despre mâncare și restaurante. |          |                                      |                   |

### Sezonul 5
| Num. ep.                                                                   | În total | Title                                 | Data difuzării     |
| -------------------------------------------------------------------------- | -------- | ------------------------------------- | ------------------ |
| 5-01                                                                       | 62       | „Mexico”                              | 5 ianuarie 2009    |
| Puebla și Mexico City                                                      |          |                                       |                    |
| 5-02                                                                       | 63       | „Venice”                              | 12 ianuarie 2009   |
| Veneția                                                                    |          |                                       |                    |
| 5-03                                                                       | 64       | „Washington, D.C.”                    | 19 ianuarie 2009   |
| Washington, D.C.                                                           |          |                                       |                    |
| 5-04                                                                       | 65       | „Azores”                              | 26 ianuarie 2009   |
| Azores, Portugalia                                                         |          |                                       |                    |
| 5-05                                                                       | 66       | „Chicago”                             | 2 februarie 2009   |
| Chicago                                                                    |          |                                       |                    |
| 5-06                                                                       | 67       | „Food Porn”                           | 9 februarie 2009   |
| Mai multe clipuri                                                          |          |                                       |                    |
| 5-07                                                                       | 68       | „Philippines”                         | 16 februarie 2009  |
| Manila, Pampanga, și Cebu                                                  |          |                                       |                    |
| 5-08                                                                       | 69       | „Disappearing Manhattan”              | 23 februarie 2009  |
| Manhattan                                                                  |          |                                       |                    |
| 5-09                                                                       | 70       | „Sri Lanka”                           | 2 martie 2009      |
| Colombo                                                                    |          |                                       |                    |
| 5-10                                                                       | 71       | „Vietnam: There's No Place Like Home” | 9 martie 2009      |
| Vietnam                                                                    |          |                                       |                    |
| 5-11                                                                       | 72       | „Chile”                               | 13 iulie 2009      |
| Chile                                                                      |          |                                       |                    |
| 5-12                                                                       | 73       | „Australia”                           | 20 iulie 2009      |
| Victoria, Australia                                                        |          |                                       |                    |
| 5-13                                                                       | 74       | „Rust Belt”                           | 27 iulie 2009      |
| Baltimore, Maryland; Detroit, Michigan; Buffalo, New York                  |          |                                       |                    |
| 5-14                                                                       | 75       | „On the Street”                       | 3 august 2009      |
| o colecție de mai multe clipuri majoritatea din Asia                       |          |                                       |                    |
| 5-15                                                                       | 76       | „San Francisco”                       | 10 august 2009     |
| San Francisco, California                                                  |          |                                       |                    |
| 5-16                                                                       | 77       | „Thailand”                            | 17 august 2009     |
| Thailanda                                                                  |          |                                       |                    |
| 5-17                                                                       | 78       | „Montana”                             | 24 august 2009     |
| Montana                                                                    |          |                                       |                    |
| 5-18                                                                       | 79       | „Burning Questions”                   | 31 august 2009     |
| location(s) t.b.c.                                                         |          |                                       |                    |
| 5-19                                                                       | 80       | „New York Outer Boroughs”             | 7 septembrie 2009  |
| Outer Boroughs of New York City, New York                                  |          |                                       |                    |
| 5-20                                                                       | 81       | „Sardinia”                            | 14 septembrie 2009 |
| Bourdain călătorește cu soția sa la casa strămoșească din Sardinia, Italia |          |                                       |                    |

### Corelate
| Titlu | Data difuzării |
| --- | -------------- |
| „No Reservations: Iceland: Special Edition”                                                                                | 20 martie 2006 |
| Bourdain and show producer Chris Collins re-view Season 1's "Iceland" episode with DVD-style behind-the-scenes commentary. |                |
| „What's Your Trip with Anthony Bourdain”                                                                                   | 21 mai 2007    |
| Episod pilot cu Bourdain prezentând filmulețe trimise de privitori.                                                        |                |